# Acianthera fenestrata
Acianthera fenestrata é uma espécie de orquídea epífita, família Orchidaceae, do Paraná, e todos os estados do sudeste do Brasil, Desde 2010 esta planta  encontra-se classificada na secção Cryptophoranthae de Acianthera, mas antes era conhecida como Cryptophoranthus fenestratus. Os Cryptophoranthus são as espécies brasileiras de Acianthera com caules curtos e flores juntas ao substrato. Suas flores têm as extremidades das sépalas coladas formando uma pequena janela. Trata-se da espécie deste grupo que tem flores mais vistosas por sua cor salmão bem como pela quantidade de flores. Suas folhas são espessas e ovais com pequenas pintas púrpura.

## Publicação e sinônimos
- Acianthera fenestrata (Barb.Rodr.) Pridgeon & M.W.Chase, Lindleyana 16: 243 (2001).

Sinônimos homotípicos:
- Cryptophoranthus fenestratus (Barb.Rodr.) Barb.Rodr., Gen. Spec. Orchid. 2: 80 (1881).
- Pleurothallis fenestrata Barb.Rodr., Gen. Spec. Orchid. 2: 12 (1881).

Sinônimos heterotípicos:
- Cryptophoranthus fenestratus var. angustifolius Cogn. in C.F.P.von Martius & auct. suc. (eds.), Fl. Bras. 3(4): 323 (1896).
- Cryptophoranthus spicatus Dutra, Ostenia: 172 (1933).
- Pleurothallis spicata (Dutra) Luer, Monogr. Syst. Bot. Missouri Bot. Gard. 20: 17 (1986).
- Acianthera spicata (Dutra) Pridgeon & M.W.Chase, Lindleyana 16: 246 (2001).